# Drosanthemum
Drosanthemum ist eine  Pflanzengattung aus der Familie der Mittagsblumengewächse (Aizoaceae). Der botanische Name ist von den griechischen Worten drosos für „Tau“ und von anthos für „Blume“ abgeleitet und beschreibt die Wasserzellen, auf den Blättern vieler Arten dieser Gattung, die Tautropfen ähneln.

## Beschreibung
Drosanthemum-Arten wachsen als ausdauernde sukkulente Pflanzen. Die sukkulenten Laubblätter sind ungestielt und gegenständig. Nebenblätter sind keine vorhanden.
Die Blüten stehen einzeln oder zu mehreren in zymösen Blütenständen. Die zwittrigen radiärsymmetrischen Blüten weisen einen Durchmesser von 0,8 bis 6 Zentimetern auf. Es sind viele Blütenhüllblätter vorhanden, die viele unterschiedliche leuchtende Farben haben (je nach Art und Sorte). Es sind viele (etwa 75) Staubblätter vorhanden. Meist fünf (selten vier oder sechs) Fruchtblätter sind zu einem unterständigen Fruchtknoten verwachsen.
Es werden fünfkammerige Kapselfrüchte gebildet, die viele hellbraune Samen enthalten.

## Systematik  und Verbreitung
Beheimatet ist die Gattung Drosanthemum vor allem im Süden und Westen von Südafrika, einige Arten kommen bis ins benachbarte Namibia vor.
Die Erstbeschreibung wurde 1927 von Gustav Schwantes vorgenommen. Die Typusart ist Drosanthemum hispidum. Nach Heidrun Hartmann (2017) umfasst die Gattung Drosanthemum folgende Arten:
- Untergattung Decidua H.E.K.Hartmann
  - Drosanthemum anemophilum van Jaarsv. & S.A.Hammer
  - Drosanthemum deciduum H.E.K.Hartmann & Bruckm.
  - Drosanthemum inornatum (L.Bolus) L.Bolus
  - Drosanthemum longipes (L.Bolus) H.E.K.Hartmann
  - Drosanthemum pauper (Dinter) Dinter & Schwantes
- Untergattung Drosanthemum
  - Drosanthemum acutifolium (L.Bolus) L.Bolus
  - Drosanthemum albens L.Bolus
  - Drosanthemum ambiguum L.Bolus
  - Drosanthemum archeri L.Bolus
  - Drosanthemum barkerae L.Bolus
  - Drosanthemum breve L.Bolus
  - Drosanthemum brevifolium (Aiton) Schwantes
  - Drosanthemum candens (Haw.) Schwantes
  - Drosanthemum capillare (Thunb.) Schwantes
  - Drosanthemum collinum (Sond.) Schwantes
  - Drosanthemum comptonii L.Bolus
  - Drosanthemum concavum L.Bolus
  - Drosanthemum delicatulum (L.Bolus) Schwantes
  - Drosanthemum eburneum L.Bolus
  - Drosanthemum erigeriflorum (Jacq.) Stearn
  - Drosanthemum filiforme L.Bolus
  - Drosanthemum floribundum (Haw.) Schwantes
  - Drosanthemum framesii L.Bolus
  - Drosanthemum fulleri L.Bolus
  - Drosanthemum glabrescens L.Bolus
  - Drosanthemum godmaniae L.Bolus
  - Drosanthemum hispidum (L.) Schwantes
  - Drosanthemum latipetalum L.Bolus
  - Drosanthemum leipoldtii L.Bolus
  - Drosanthemum luederitzii (Engl.) Schwantes
  - Drosanthemum marinum L.Bolus
  - Drosanthemum mathewsii L.Bolus
  - Drosanthemum micans (L.) Schwantes
  - Drosanthemum muirii L.Bolus
  - Drosanthemum nordenstamii L.Bolus
  - Drosanthemum oculatum L.Bolus
  - Drosanthemum opacum L.Bolus
  - Drosanthemum parvifolium (Haw.) Schwantes
  - Drosanthemum prostratum L.Bolus
  - Drosanthemum pulchellum L.Bolus
  - Drosanthemum ramosissimum (Schltr.) L.Bolus
  - Drosanthemum salicola L.Bolus
  - Drosanthemum schoenlandianum (Schltr.) L.Bolus
  - Drosanthemum subclausum L.Bolus
  - Drosanthemum subplanum L.Bolus
  - Drosanthemum tuberculiferum L.Bolus
  - Drosanthemum vandermerwei L.Bolus
  - Drosanthemum worcesterense L.Bolus
- Untergattung Necopina H.E.K.Hartmann
  - Drosanthemum acuminatum L.Bolus
  - Drosanthemum bicolor L.Bolus
  - Drosanthemum semiglobosum L.Bolus
  - Drosanthemum thudichumii L.Bolus
  - Drosanthemum wittebergense L.Bolus
- Untergattung Ossicula H.E.K.Hartmann
  - Drosanthemum attenuatum (Haw.) Schwantes
  - Drosanthemum austricola L.Bolus
  - Drosanthemum hirtellum (Haw.) Schwantes
  - Drosanthemum hispifolium (Haw.) Schwantes
  - Drosanthemum pallens (Haw.) Schwantes
  - Drosanthemum striatum (Haw.) Schwantes
- Untergattung Quadrata H.E.K.Hartmann
  - Drosanthemum asperulum (Salm-Dyck) Schwantes
  - Drosanthemum quadratum Klak
  - Drosanthemum tetramerum H.E.K.Hartmann
- Untergattung Quastea H.E.K.Hartmann
  - Drosanthemum calycinum (Haw.) Schwantes
  - Drosanthemum cymiferum L.Bolus
  - Drosanthemum exspersum (N.E.Br.) Schwantes
  - Drosanthemum papillatum L.Bolus
- Untergattung Speciosa H.E.K.Hartmann
  - Drosanthemum bellum L.Bolus
  - Drosanthemum boerhavii (Ecklon) H.E.K.Hartmann
  - Drosanthemum cereale L.Bolus
  - Drosanthemum chrysum L.Bolus
  - Drosanthemum edwardsiae L.Bolus
  - Drosanthemum flammeum L.Bolus
  - Drosanthemum flavum (Haw.) Schwantes
  - Drosanthemum hallii L.Bolus
  - Drosanthemum lavisii L.Bolus
  - Drosanthemum leptum L.Bolus
  - Drosanthemum pulchrum L.Bolus
  - Drosanthemum speciosum (Haw.) Schwantes
  - Drosanthemum uniondalense H.E.K.Hartmann
- Untergattung Vespertina H.E.K.Hartmann
  - Drosanthemum albiflorum (L.Bolus) Schwantes
  - Drosanthemum autumnale L.Bolus
  - Drosanthemum crassum L.Bolus
  - Drosanthemum duplessiae L.Bolus
  - Drosanthemum globosum L.Bolus
  - Drosanthemum gracillimum L.Bolus
  - Drosanthemum karrooense L.Bolus
  - Drosanthemum laxum L.Bolus
  - Drosanthemum lignosum L.Bolus
  - Drosanthemum lique (N.E.Br.) Schwantes
  - Drosanthemum subspinosum (O.Kuntze) H.E.K.Hartmann
  - Drosanthemum vespertinum L.Bolus
- Untergattung Xamera H.E.K.Hartmann
  - Drosanthemum curtophyllum L.Bolus
  - Drosanthemum dejagerae L.Bolus
  - Drosanthemum dipageae H.E.K.Hartmann
  - Drosanthemum fourcadei (L.Bolus) Schwantes
  - Drosanthemum jamesii L.Bolus
  - Drosanthemum macrocalyx L.Bolus
  - Drosanthemum praecultum (N.E.Br.) Schwantes
  - Drosanthemum subcompressum (Haw.) Schwantes

Von unklarer Zuordnung sind:
- Drosanthemum anomalum L.Bolus
- Drosanthemum giffenii (L.Bolus) Schwantes
- Drosanthemum intermedium (L.Bolus) L.Bolus
- Drosanthemum maculatum (Haw.) Schwantes
- Drosanthemum pulverulentum (Haw.) Schwantes
- Drosanthemum zygophylloides (L.Bolus) L.Bolus

## Weiterführende Literatur
- Cornelia Klak, Pavel Hanáček, Odette Curtis-Scott, Anso Le Roux Peter V. Bruyns: New taxa in Drosanthemum and a new genus in Drosanthemeae (Ruschioideae, Aizoaceae). In: Phytotaxa . Band 459, Nr. 2, 2020, S. 139–154 (doi:10.11646/phytotaxa.459.2.5).
- Sigrid Liede-Schumann, Ulrich Meve, Guido W. Grimm: New species in Drosanthemum (Aizoaceae: Ruschioideae). In: Bradleya. Band 37, 2019, S. 226–239 (doi:10.25223/brad.n37.2019.a21).
- Sigrid Liede-Schumann, Guido W. Grimm, Nicolai M. Nürk, Alastair J. Potts, Ulrich Meve, H. E. K Hartmann: Phylogenetic relationships in the southern African genus Drosanthemum (Ruschioideae, Aizoaceae). In: PeerJ. Band 8. 2020, S. e8999 (doi:10.7717/peerj.8999).